# Liste des cardinaux créés par Pie VIII

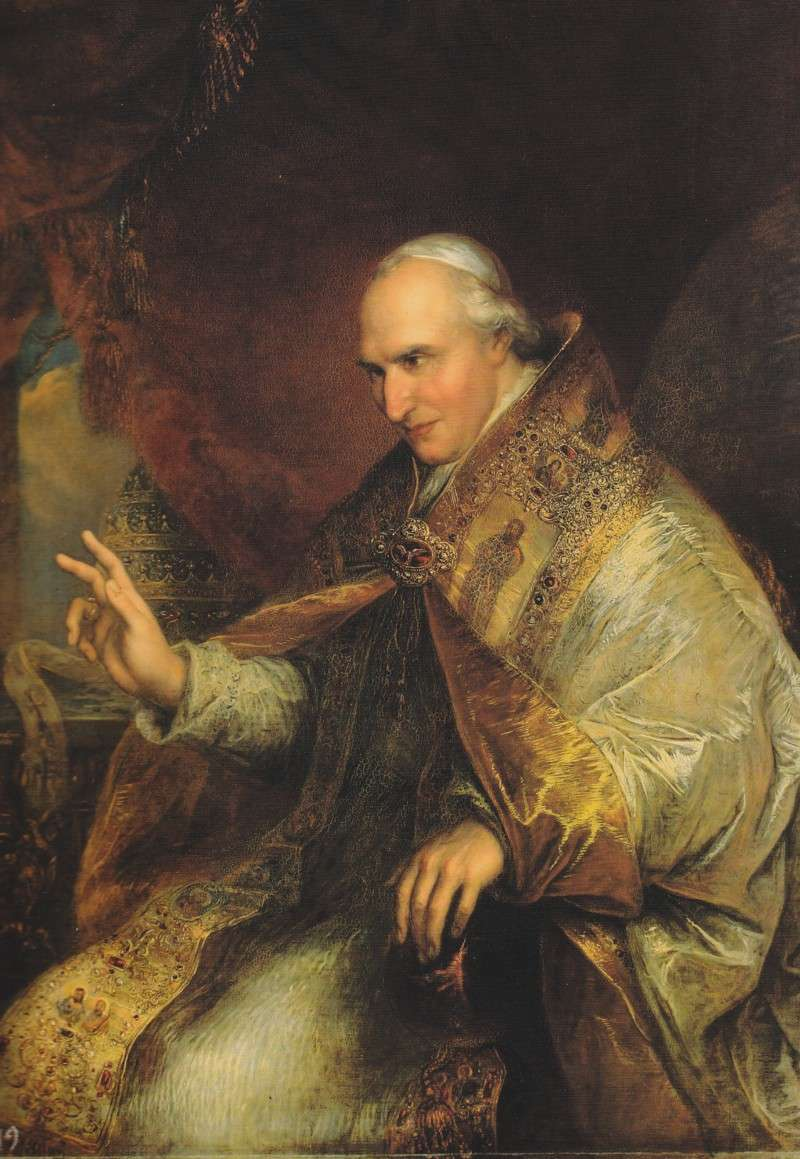
Pie VIII

Le pape Pie VIII a créé pendant son bref pontificat de 1829-1830 six cardinaux en trois consistoires.
Depuis la mort du cardinal Cesare Nembrini Pironi Gonzaga, le 5 décembre 1837, il n'y a plus aucun cardinal connu vivant créé par lui.

## 27 juillet 1829
- Cesare Nembrini Pironi Gonzaga  Italie
- Remigio Crescini, O.S.B.Cas.  Italie

## 15 mars 1830
- Thomas Weld  Royaume-Uni
- Raffaele Mazio  Italie
- Domenico de Simone  Italie

Note : huit  cardinaux sont créées « in pectore », mais leurs noms ne sont jamais publiés.

## 5 juillet 1830
- Louis-François-Auguste de Rohan Chabot  France

### Sources
- Charles Berton et Jacques-Paul Migne, Dictionnaire des cardinaux : contenant des notions générales sur le cardinalat, Paris, Jacques-Paul Migne, 1857, 1824 p. (lire en ligne) La Liste des Cardinaux créés par Pie VIII est page 1804.
- (en) The Cardinals of the Holy Roman Church